# Свети Илия (Потамия)
Вижте пояснителната страница за други значения на Свети Илия.
„Свети Илия“ (на гръцки: Ιερός Ναός Προφήτη Ηλία) е късновъзрожденска православна църква край село Потамия на остров Тасос, Егейска Македония, Гърция, част от Филипийската, Неаполска и Тасоска епархия на Вселенската патриаршия.
Разположена е на едноименния връх Ай Лия, на границата на землищата на Потамия и Теологос. В архитектурно отношение храмът е еднокорабен първоначално с дървен покрив, заменен в 1976 г. от стоманобетонна плоча. Днешният екзонартекс първоначално е отворен притвор. Входът на храма е в центъра на екзонартекса. Осветлението се осъществява чрез три южни прозореца, единият от които в светилището. Иконостасът е дъсчен. В апсидата има вентилационен отвор. Протезисът е полукръгъл. Ниша има и на северната стена.